# Miglior allenatore della Lega Basket Serie A FIP
Il Miglior allenatore della Lega Basket Serie A è il premio conferito dalla Lega Basket al miglior allenatore della stagione regolare.

## Vincitori

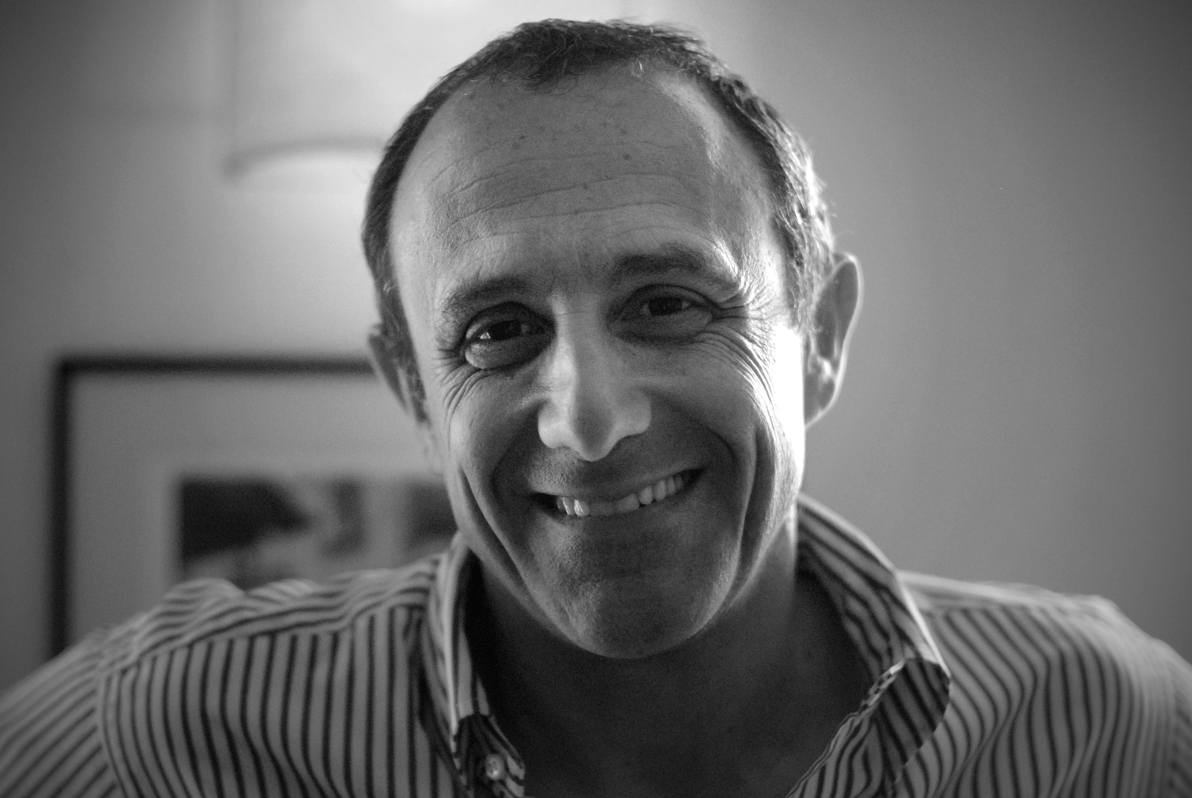
Ettore Messina tre volte vincitore del premio

| Stagione  | Nazionalità   | Allenatore            | Squadra                         |
| --------- | ------------- | --------------------- | ------------------------------- |
| 1993-1994 | Italia        | Franco Marcelletti    | Glaxo Verona                    |
| 1994-1995 | Italia        | Edoardo Rusconi       | Cagiva Varese                   |
| 1995-1996 | Italia        | Attilio Caja          | Nuova Tirrenia Roma             |
| 1996-1997 | Italia        | Andrea Mazzon         | Mash Jeans Verona               |
| 1997-1998 | Italia        | Ettore Messina        | Kinder Bologna                  |
| 1998-1999 | Italia        | Carlo Recalcati       | Pallacanestro Varese            |
| 1999-2000 | Italia        | Piero Bucchi          | Benetton Treviso                |
| 2000-2001 | Italia        | Ettore Messina (2)    | Kinder Bologna                  |
| 2001-2002 | Italia        | Stefano Sacripanti    | Oregon Scientific Cantù         |
| 2002-2003 | Italia        | Lino Lardo            | Viola Reggio Calabria           |
| 2003-2004 | Italia        | Carlo Recalcati (2)   | Montepaschi Siena               |
| 2004-2005 | Italia        | Ettore Messina (3)    | Benetton Treviso                |
| 2005-2006 | Italia        | Cesare Pancotto       | Snaidero Udine                  |
| 2006-2007 | Italia        | Simone Pianigiani     | Montepaschi Siena               |
| 2007-2008 | Italia        | Matteo Boniciolli     | Air Avellino                    |
| 2008-2009 | Italia        | Andrea Capobianco     | Banca Tercas Teramo             |
| 2009-2010 | Italia        | Andrea Trinchieri     | NGC Medical Cantù               |
| 2010-2011 | Italia        | Andrea Trinchieri (2) | Bennet Cantù                    |
| 2011-2012 | Italia        | Romeo Sacchetti       | Banco di Sardegna Sassari       |
| 2012-2013 | Italia        | Francesco Vitucci     | Cimberio Varese                 |
| 2013-2014 | Italia        | Paolo Moretti         | Giorgio Tesi Group Pistoia      |
| 2014-2015 | Italia        | Maurizio Buscaglia    | Dolomiti Energia Trentino       |
| 2015-2016 | Italia        | Cesare Pancotto (2)   | Vanoli Cremona                  |
| 2016-2017 | Italia        | Vincenzo Esposito     | The Flexx Pistoia               |
| 2017-2018 | Italia        | Attilio Caja (2)      | Openjobmetis Varese             |
| 2018-2019 | Italia        | Romeo Sacchetti (2)   | Vanoli Cremona                  |
| 2019-2020 | Non assegnato | Non assegnato         | Non assegnato                   |
| 2020-2021 | Italia        | Francesco Vitucci (2) | Happy Casa Brindisi             |
| 2021-2022 | Italia        | Alessandro Magro      | Germani Basket Brescia          |
| 2022-2023 | Italia        | Marco Ramondino       | Bertram Yachts Derthona Tortona |
| 2023-2024 | Italia        | Nicola Brienza        | Estra Pistoia                   |
| 2024-2025 | Italia        | Paolo Galbiati        | Dolomiti Energia Trentino       |